# Metropolmarathon

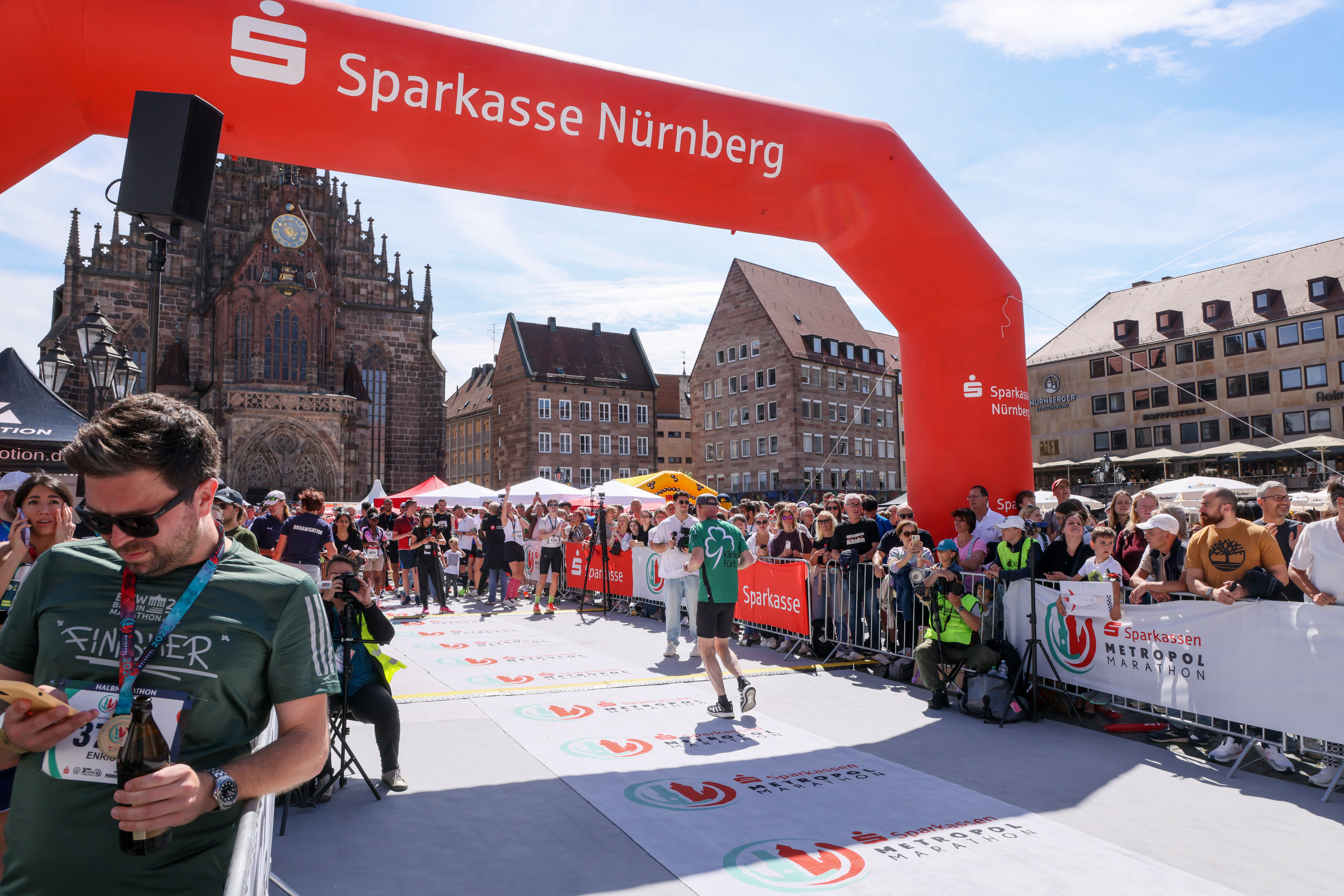
Ziel des Metropolmarathons, erstmals in Nürnberg auf dem Hauptmarkt, Juni 2024

Der Metropolmarathon ist eine Laufveranstaltung in Fürth (Bayern), die seit 2007 jeweils im Juni ausgetragen wird. Angeboten werden ein Marathon und ein Staffelmarathon, ein Halbmarathon und 10-km-Lauf. Gleichzeitig mit den 10-km-Läufern gehen Walker und Nordic Walker auf die 10-km-Strecke. 2007 startete die Veranstaltung als Jahrtausendmarathon anlässlich der 1000-Jahr-Feier der Stadt, seit 2008 heißt sie Metropolmarathon.
Die Marathon- und die Halbmarathonstrecke sind jeweils ein Rundkurs. Die Marathonstrecke (Stand: 2009) führt vom Start auf der Fürther Freiheit durch die Fürther Stadtteile Ronhof, Sack, Stadeln, Mannhof, Vach, Atzenhof, Unterfarrnbach, Burgfarrnbach, Oberfürberg, Unterfürberg, Dambach und die Südstadt zurück in das Fürther Stadtzentrum. Das Ziel befindet sich ebenfalls auf der Fürther Freiheit. Die Strecke ist beinahe durchweg wellig und kurvig. Sie führt auf kleinen Teilstücken über Feldwege, am Ende im Fürther Stadtzentrum über Kopfsteinpflaster. Die Halbmarathonstrecke hat ein ähnliches Profil. Im Jahr 2024 verlief der Metropolmarathon erstmals in Fürth als Startpunkt, während das Ziel sich im benachbarten Nürnberg befand. In den darauf folgenden Jahren soll es jeweils zu einem Richtungswechsel des Laufs kommen, so dass der Start- und Endpunkt sich jährlich ändert.

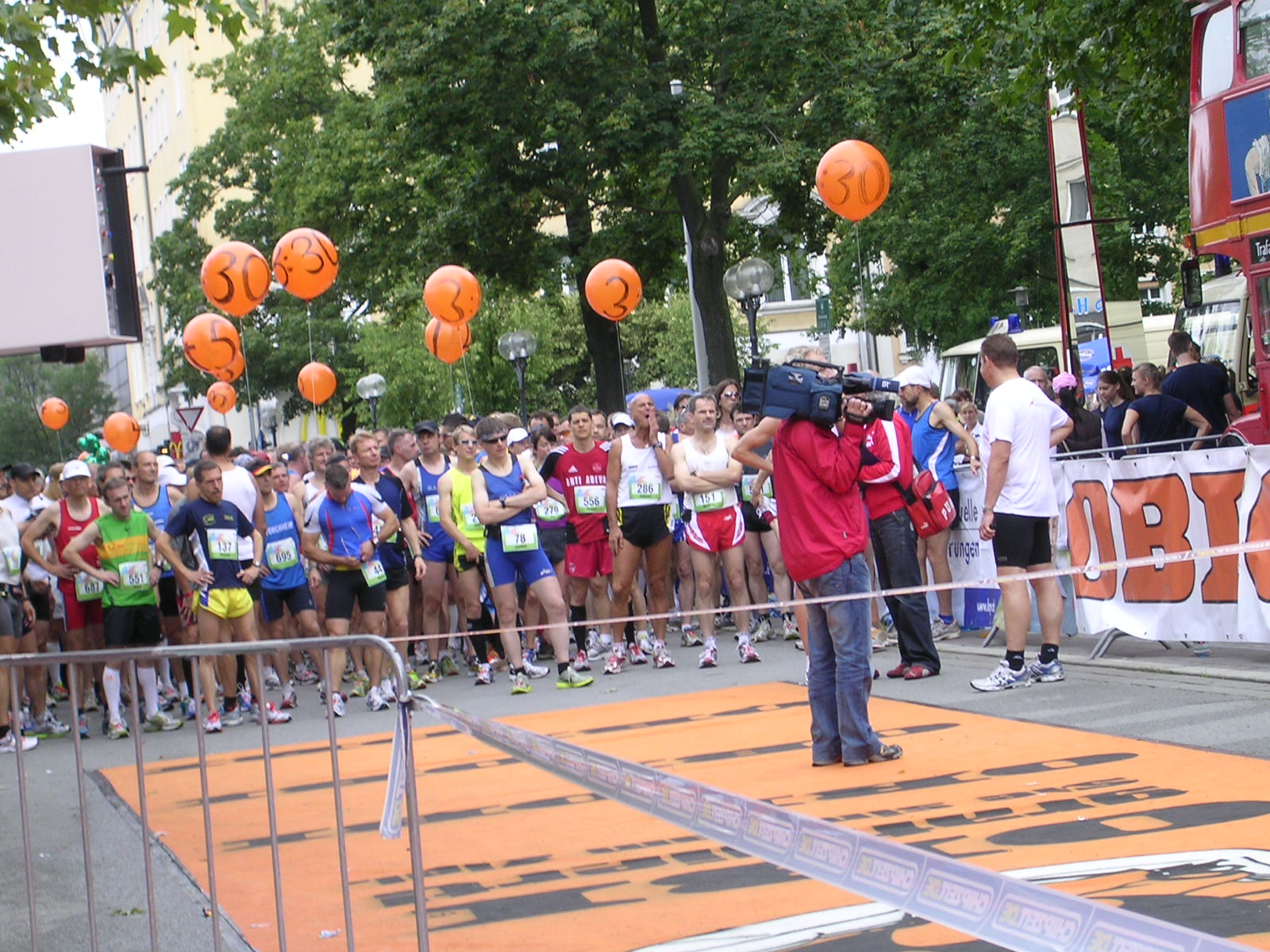
Starterfeld beim Metropolmarathon in Fürth, Juni 2009

## Statistiken

### Streckenrekorde
Marathon
- Männer: 2:23:26 h, Roman Dedov (RUS), 2014
- Frauen: 2:56:45 h, Margarita Geistdörfer (GER), 2024

Halbmarathon
- Männer: 1:06:56 h, Endisu Getachew (ETH), 2016
- Frauen: 1:20:19, Lisa Staudt (GER), 2009

10 km
- Männer: 30:46 min, Seed Wandimagn, 2016
- Frauen: 36:59 min, Joanna Murphy, 2009

### Siegerlisten
Quelle: Website des ehemaligen Veranstalters,

#### Marathon
| Jahr          | Männer                 | Nation      | Zeit    | Frauen                      | Nation      | Zeit    |
| ------------- | ---------------------- | ----------- | ------- | --------------------------- | ----------- | ------- |
| 18. Juni 2024 | Maciek Mierczko        | Deutschland | 2:30:16 | Margarita Geistdörfer       | Deutschland | 2:56:45 |
| 2023 entfiel  |                        |             |         |                             |             |         |
| 26. Juni 2022 | Oliver Tzschoppe       | Deutschland | 2:42:37 | Tabea Haug                  | Deutschland | 3:11:50 |
| 2. Juni 2019  | Robel Gerbremeskel     |             | 2:54:35 | Sylke Kuhn                  | Deutschland | 3:16:36 |
| 17. Juni 2018 | Giovani Gonzalez       |             | 2:40:19 | Maria Magdalena Veliscu -2- | Rumänien    | 2:59:54 |
| 25. Juni 2017 | Berhanu Diro           |             | 2:32:01 | Maria Magdalena Veliscu     | Rumänien    | 3:06:15 |
| 12. Juni 2016 | Marco Schwab           | Deutschland | 2:40:54 | Patricia Rolle              | Deutschland | 2:59:16 |
| 21. Juni 2015 | Markus Kristan Siegler | Deutschland | 2:36:03 | Sigrid Hoffmann -2-         | Deutschland | 2:58:43 |
| 29. Juni 2014 | Roman Dedov            | Russland    | 2:23:26 | Marina Kirillova            | Russland    | 3:04:57 |
| 16. Juni 2013 | Daniel Höflinger -2-   | Deutschland | 2:27:27 | Silke Bittel -2-            | Deutschland | 3:12:15 |
| 24. Juni 2012 | Daniel Höflinger       | Deutschland | 2:38:21 | Dalma-Tina Schwarzmann      | Deutschland | 3:06:19 |
| 5. Juni 2011  | Andreas Janker         | Deutschland | 2:42:05 | Sigrid Hoffmann             | Deutschland | 3:05:26 |
| 13. Juni 2010 | Markus Spägele         | Deutschland | 2:43:09 | Marion Hebding              | Deutschland | 3:05:38 |
| 28. Juni 2009 | Christian Strauch      |             | 2:36:05 | Andrea Schadewell           |             | 3:19:00 |
| 15. Juni 2008 | Frank Zocher           |             | 2:45:01 | Kerstin Steg                |             | 3:03:33 |
| 17. Juni 2007 | Thomas König           |             | 2:36:48 | Silke Bittel                | Deutschland | 3:09:52 |

#### Halbmarathon
| Jahr          | Männer              | Nation                 | Zeit    | Frauen              | Nation      | Zeit    |
| ------------- | ------------------- | ---------------------- | ------- | ------------------- | ----------- | ------- |
| 18. Juni 2024 | Marius Stang        | Deutschland            | 1:11:41 | Jana Galser         | Deutschland | 1:23:16 |
| 2023 entfiel  |                     |                        |         |                     |             |         |
| 2022          | Patrick Weiler      | Deutschland            | 1:11:26 | Anna Herzberg       | Deutschland | 1:22:15 |
| 2019          | Getachew Endisu -4- | Äthiopien              | 1:11:48 | Nicole Gundel       | Deutschland | 1:29:59 |
| 2018          | Getachew Endisu -3- | Äthiopien              | 1:12:25 | Bontu Kaba Desso    |             | 1:20:36 |
| 2017          | Getachew Endisu -2- | Äthiopien              | 1:14:01 | Julia Stern         | Deutschland | 1:30:33 |
| 2016          | Getachew Endisu     | Äthiopien              | 1:06:56 | Tanja-Marie Bartsch | Deutschland | 1:28:58 |
| 2015          | Jürgen Kneuer       | Deutschland            | 1:31:44 | Petra Eckstein      | Deutschland | 1:56:37 |
| 2014          | Matthias Flade -2-  | Deutschland            | 1:14:29 | Rita Brand          |             | 1:25:54 |
| 2013          | Sebastian Jost      |                        | 1:13:33 | Angela Kühnlein     |             | 1:28:09 |
| 2012          | Nico Jahreis        |                        | 1:11:00 | Erin Chernick       | Kanada      | 1:30:38 |
| 2011          | Matthias Flade      | Deutschland            | 1:15:10 | Susanne Heinrich    | Deutschland | 1:30:20 |
| 2010          | Habib Boukechab     | Marokko                | 1:09:40 | Anja Ippach         | Deutschland | 1:25:08 |
| 2009          | Sam Forester        | Vereinigtes Königreich | 1:12:30 | Lisa Staudt         | Deutschland | 1:20:19 |
| 2008          | Hannes Schmidt      |                        | 1:09:46 | Petra Stiegler      |             | 1:26:42 |
| 2007          | Daniel Pickl        |                        | 1:11:27 | Susanne Brema       |             | 1:20:48 |